# Шарль Вангутт
Шарль Вангутт (нід. Charles Vanhoutte, нар. 16 вересня 1998, Кортрейк, Бельгія) — бельгійський футболіст, півзахисник клубу «Юніон Сент-Жилуаз».

## Ігрова кар'єра
У віці 14—ти років Шарль Вангутт потрапив до футбольної школи клубу «Серкль Брюгге». У лютому 2018 року футболіст вперше потрапив у хаявку основного складу на матч чемпіонату Бельгії. 8 вересня того року підписав з клубом перший професійний контракт, дія якого розрахована на три роки. Дебютну гру в основі Вангутт провів у травні 2019 року.
Перед початком сезону 2019/20 Вангут відправився в оренду у клуб аматорського дивізіону «Тюбіз», де провів наступний сезон. Після закінчення терміну оренди футболіст повернувся до «Серкля».

## Досягнення
«Юніон»
- Володар Кубка Бельгії: 2023–24[4]
- Володар Суперкубка Бельгії: 2024[5]
- Чемпіон Бельгії: 2024–25